# Rufina
Rufina (comunemente La Rùfina, con l'articolo; pronuncia con l'accento sull’u, /la ˈrufina/) è un comune italiano di 7 095 abitanti della città metropolitana di Firenze in Toscana. Appartiene alla comunità montana Montagna Fiorentina.

## Geografia fisica

### Territorio
Si trova nella Valdisieve sulla riva sinistra del fiume Sieve, lungo la Strada Statale 67 Tosco-Romagnola, circa a metà strada tra Pontassieve e Dicomano.
Famoso centro di produzione vinicola: è ubicato infatti al centro della sottozona di produzione del vino Chianti chiamata appunto Rufina e delle DOC Pomino.
- Classificazione sismica: zona 2 (sismicità medio-alta), Ordinanza PCM 3274 del 20/03/2003

### Clima
- Classificazione climatica: zona D
- Diffusività atmosferica: media, Ibimet CNR 2002

## Storia
Le prime testimonianze di un complesso abitativo nel territorio di Rufina risalgono al IX secolo a.C., successivamente hanno abitato questi luoghi sia gli etruschi sia i romani.

In epoca alto medievale le sole tracce di insediamenti importanti nel territorio rufinese riguardano le frazioni di alta collina di Turicchi, Castiglioni (sede di un castello dei conti Guidi) e di Pomino (sede di una pieve millenaria dedicata a san Bartolomeo). Nell'XI secolo, quindi, la zona fa capo ai Conti Guidi mentre nel secolo successivo il controllo del feudo passa ai vescovi di Fiesole. Nel XIII secolo a questi ultimi viene riconosciuta la possibilità di formare la Contea di Turicchi diventandone i relativi conti. Tale diritto fu riconosciuto fino al XVIII secolo dopo che era stato avallato da Cosimo I de' Medici.
Sempre nel XIII secolo parte del territorio di Rufina è in possesso dei Cerchi e dei Donati.
I primi insediamenti documentati nell'area di Rufina risalgono alla fine del Seicento con l'insediamento di un convento di frati al Poggiolo; i frati costruirono argini, operarono una serie di bonifiche lungo il corso del fiume Sieve e incrementarono la coltivazione della vite.
Successivamente la zona vide un'espansione demografica con l'edificazione di fattorie e ville padronali.
L'abitato di Rufina ebbe origine nel 1760 da un nucleo di case sorte nei pressi del ponte sul torrente Rufina, lungo la strada che collegava il Mugello e la Romagna Toscana con Firenze.
Nel triennio seguente al 1783 è costruito il ponte sul Rufina che contribuì a sviluppare i collegamenti con Dicomano e San Godenzo.
Il 30 giugno 1819, con il contributo della famiglia Casini, è consacrata la chiesa dedicata a san Martino; al santo era dedicata anche l'antichissima chiesa, secondo fonti storiche, presente nel luogo attorno al XIII secolo, di cui oggi non rimane alcuna traccia.
Rufina, fece parte dell'antica podesteria di Pontassieve e divenne comune autonomo con decreto luogotenenziale il 2 dicembre 1915 a seguito di un referendum sulla separazione dal comune di Pelago.
Nel corso della Seconda guerra mondiale, il 17 aprile 1944, in località Berceto presso la frazione di Pomino, truppe tedesche e fasciste della RSI nel corso di un rastrellamento catturarono e fucilarono immediatamente due partigiani, Guglielmo Tesi e Mauro Chiti, successivamente trucidando 9 civili colpevoli di averli ospitati.

### Simboli
Un primo stemma venne concesso al Comune con regio recreto del 13 ottobre 1927: partito: al 1° d'azzurro, all'aquila dal volo abbassato, posta su di un fascio littorio orizzontale, il tutto d'argento; nel 2° d'oro, a due tralci di vite fruttati di quattro, al naturale, decussati e ridecussati con una stella [a sei punte] d'argento, in alto sulla partizione.
Questo stemma venne modificato una prima volta dopo la caduta del regime, togliendo il fascio littorio dalla prima partizione. Alla fine degli anni Cinquanta la figura dell'aquila venne sostituita da tre spighe di grano d'oro, legate d'argento, mantenendo il colore azzurro del campo, e la stella d'argento a sei punte venne modificata in una rossa a cinque punte.
Lo stemma attualmente in uso è stato concesso, assieme al gonfalone, con decreto del presidente della Repubblica del 4 giugno 1987.
Per la prima partizione venne assunto come riferimento storico il simbolo della contea di Turicchi, anticamente infeudata ai vescovi di Fiesole e successivamente inglobata nel comune.
Il gonfalone è costituito da un drappo di azzurro.

## Monumenti e luoghi d'interesse

### Architetture religiose
- Chiesa di San Martino, la parrocchiale del capoluogo, di forme moderne, conserva una tela purista con San Leonardo di Domenico Morelli.
- Chiesa di Santo Stefano a Castiglioni, all'interno si conserva una tavola, proveniente dall'oratorio di Santa Maria a Rugliano, la cui stesura originaria è databile agli inizi del Trecento.
- Chiesa di Santa Maria a Falgano, la facciata è a capanna con un unico portale d'ingresso sormontato da un piccolo occhio. L'aspetto attuale è frutto di numerosi rifacimenti.
- Pieve di San Bartolomeo a Pomino, ricordata nel 1103 tra le pievi attribuite alla diocesi di Fiesole, nonostante alcuni interventi degli anni trenta del XX secolo mostra ancora intatti i caratteri romanici.
- Chiesa di Santa Maria del Carmine ai Fossi, di origine medievale, fu edificata a lato di un ospizio di frati francescani lungo l'antichissima mulattiera che congiungeva il Casentino alla Val di Sieve.

### Architetture civili

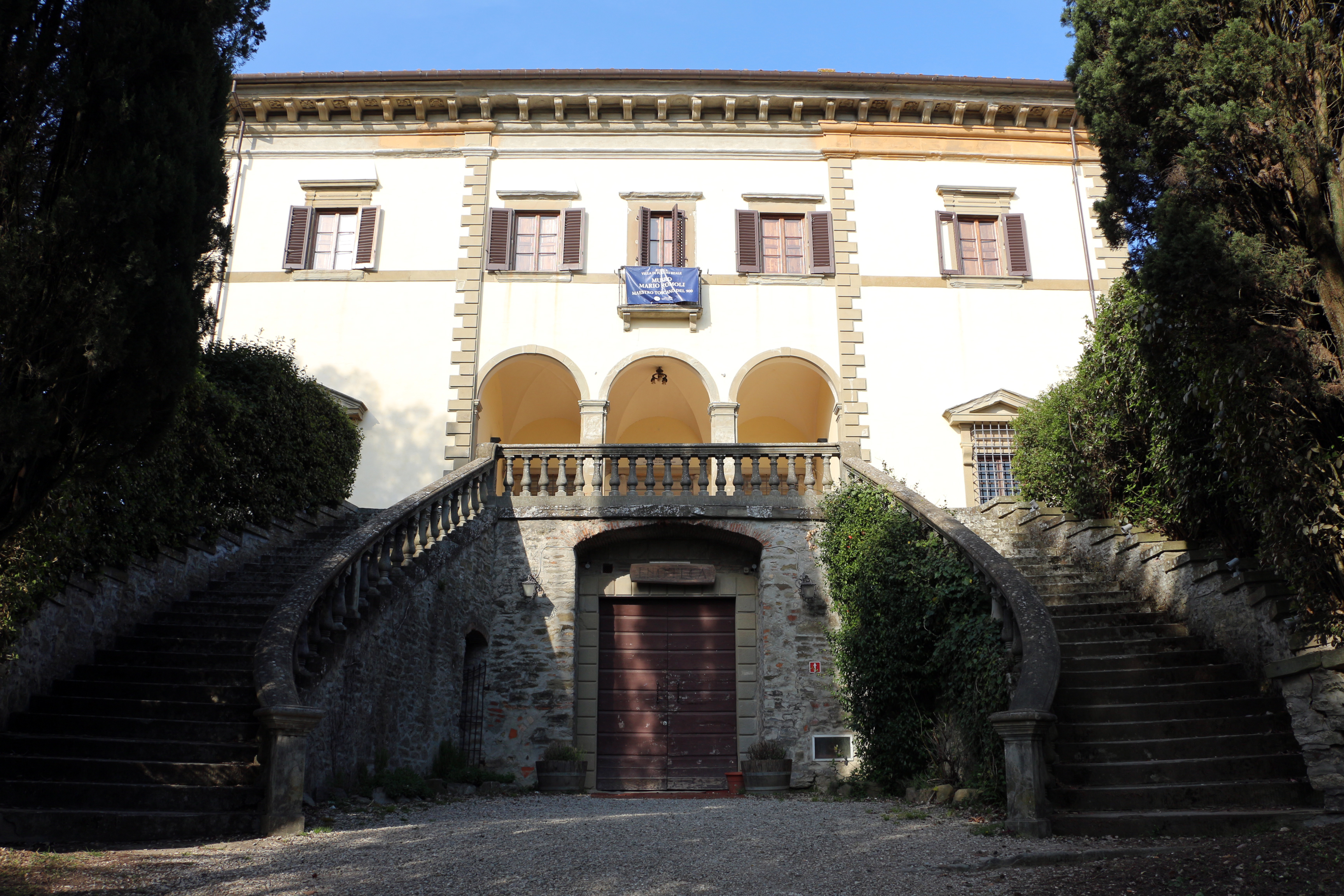
La villa di Poggio reale

#### Ville
- Villa di Poggio Reale
- Villa I Busini
- Villa del Poggiolo

#### Teatri
- Piccolo Teatro

## Società

### Evoluzione demografica
Abitanti censiti

### Etnie e minoranze straniere
Secondo i dati ISTAT al 31 dicembre 2009 la popolazione straniera residente era di 422 persone. Le nazionalità maggiormente rappresentate in base alla loro percentuale sul totale della popolazione residente erano:
- Albania 206 2,76%

## Cultura

### Eventi
Rufina sotto le stelle, organizzazione di mostre ed eventi presso la villa di Poggio Reale).
Jazz In fattoria concerti ed eventi nelle fattorie del Chianti Rufina

### Istruzione
L'istruzione è assicurata da un unico istituto scolastico, denominato "Istituto Comprensivo di Rufina". Esso comprende: le scuole per l'infanzia Carroll e Rodari, le scuole primarie Mazzini e Falcone, la scuola secondaria (di primo grado) Da Vinci.

### Sport
Le attività sportive sono assicurate da un unico impianto sportivo, la polisportiva Remo Masi. Gli sport che quest'ultimo ospita sono pallavolo, danza e karate. Inoltre la squadra calcistica principale di Rufina è l'Audax Rufina, che ebbe la sua nascita nel 1921.

### Biblioteca
La biblioteca comunale di Rufina "Gian Carlo Montagni" è situata in piazza Trieste al numero 13 ed è stata recentemente ristrutturata.

### Scuola comunale di Musica Geografia antropica
Scuola comunale di musica presso il CIAF in via Guido Rossa.

## Frazioni
Pomino, Rimaggio, Selvapiana: sono frazioni la cui economia è basata sulla produzione di vino e olio.
Casini, Contea, Scopeti sono le frazioni ubicate lungo il corso del fiume Sieve.
Due particolari curiosità riguardano la frazione di Montebonello del comune di Pontassieve che di fatto costituisce un unico agglomerato con l'abitato di Rufina da cui è separata solo dal ponte sul fiume Sieve e la frazione di Contea anch'essa divisa tra i comuni di Rufina e Dicomano dal ponte sul torrente Moscia.

## Economia
La risorsa principale della zona rimase sempre quella agricola: la vocazione vitivinicola del territorio venne abilmente sfruttata dalle famiglie Albizi, Frescobaldi e Liccioli che portarono alla notorietà internazionale i vini di Pomino grazie alle esposizioni internazionali della metà e fine 1800. Nel 1932 fu riconosciuta la denominazione tipica di Chianti Rufina per i vini rossi prodotti nella zona e questo contribuì alla valorizzazione e alla commercializzazione del prodotto anche all'estero.

## Infrastrutture e trasporti
Rufina è attraversata dalla SS 67. Per quanto riguarda il trasporto pubblico, il paese dispone di una propria stazione ferroviaria mentre il servizio autobus è effettuato dalla società consortile Autolinee Mugello Valdisieve.

## Amministrazione
Di seguito è presentata una tabella relativa alle amministrazioni che si sono succedute in questo comune.
| Periodo        | Periodo        | Primo cittadino    | Partito                                                        | Carica  | Note   |
| -------------- | -------------- | ------------------ | -------------------------------------------------------------- | ------- | ------ |
| 13 luglio 1985 | 15 giugno 1990 | Emilio Rombenchi   | Partito Comunista Italiano                                     | Sindaco | [ 12 ] |
| 21 giugno 1990 | 24 aprile 1995 | Anna Maria Bigozzi | Partito Democratico della Sinistra, Partito Comunista Italiano | Sindaco | [ 12 ] |
| 24 aprile 1995 | 14 giugno 1999 | Anna Maria Bigozzi | lista civica                                                   | Sindaco | [ 12 ] |
| 14 giugno 1999 | 14 giugno 2004 | Anna Maria Bigozzi | lista civica                                                   | Sindaco | [ 12 ] |
| 15 giugno 2004 | 8 giugno 2009  | Stefano Gamberi    | lista civica                                                   | Sindaco | [ 12 ] |
| 8 giugno 2009  | 26 maggio 2014 | Mauro Pinzani      | lista civica: Democrazia e solidarietà                         | Sindaco | [ 12 ] |
| 26 maggio 2014 | 26 maggio 2019 | Mauro Pinzani      | lista civica: Democrazia e solidarietà                         | Sindaco | [ 12 ] |
| 27 maggio 2019 | 10 giugno 2024 | Vito Maida         | lista civica: Democrazia e solidarietà                         | Sindaco | [ 12 ] |
| 10 giugno 2024 | in carica      | Daniele Venturi    | lista civica: Rufina Che Verrà                                 | Sindaco | [ 12 ] |

### Gemellaggi
- Sainte-Ruffine[senza fonte]
- Kurgan[senza fonte]
- Dettelbach[senza fonte]